# ヴィルトゥオーソ
ヴィルトゥオーソ（あるいはヴィルトゥオーゾ；virtuoso）とは、音楽演奏において格別な技巧や能力によって名人、達人の域に達した人物を指すイタリア語。イタリアでは哲学や建築等の、学術、技術に優れた者に対しても用いられた表現だが、16世紀頃から主に芸術分野で用いられるようになる。17世紀に音楽劇が発足して以降は優れた歌手の形容詞として用いられ、その後ヴァイオリン等の弦楽器の発達により、器楽の演奏者にも適用されるようになり、当時音楽文化の中心であったイタリアから諸外国にも広まった。「ヴィルトゥオーソとは高徳など高い人格を表していたが、近世から、音楽演奏の技巧が格別に優れている巨匠をさすことに成り下がってしまった。（フェルッチョ・ブゾーニ、『幸福な視線』フェデーレ・ダミーコ編、ミラノ、イル・サジャトーレ、1977年）
英語ではイタリア語がそのまま用いられ、フランス語ではヴィルテュオーズ（virtuose）、ドイツ・オーストリア諸国では、ヴィルトゥオース（virtuos）というラテン語由来の単語が定着していたため、演奏の名人に対してもそのまま使用された。ただしドイツ語の場合は演奏の名人はVirtuosと表記する、またフランス趣味のドイツの宮廷ではフランス語が使用されたため、ヴィルテュオーズ（Virtuose）がそのまま用いられ、その後両方が定着した。現代ドイツ語ではフランス語由来のvirtuose及びその変化形は、技術偏重を表現する反語的な言葉として用いられることも多い。その後、華やかな超絶技巧に結びつきやすい楽器（ピアノ、弦楽器、ドラム）を用いるクラシック音楽以外のジャンルでもなんらかの技能的能力を伴う「芸」に対する達人を上品に表現する用語として用いられるようになってきた。日本語ではほぼクラシック音楽の楽器演奏者に限定されて用いられる。

## 語源
ヴィルトゥオーソ（あるいはヴィルトゥオーゾ；virtuoso）は、「博識、熟練者、達人」を意味するイタリア語の男性名詞である。複数形の場合はヴィルトゥオーシ（あるいはヴィルトゥオージ；virtuosi）、女性形はヴィルトゥオーサ（あるいはヴィルトゥオーザ；virtuosa）となる。
ラテン語のvirtus（「男らしさ」「美徳」「至高」の意）を語源とし、元来は「有徳の」「誉められるべき」を意味する形容詞の男性形であった。

## 概要
ヴィルトゥオーソとは、完璧な演奏技巧によって困難をやすやすと克服することのできる、卓越した演奏能力の持ち主に対する称賛の言葉である。このため、たとえばアルフレッド・コルトーやヴィルヘルム・ケンプのように、ひとえに音楽性の深みや卓越した解釈をたのみとする演奏家のことは、単に「名演奏家」や「巨匠」と呼んでも、通常は「ヴィルトゥオーソ」とは呼ばない。
ヴィルトゥオーソは、またしばしば作曲家を兼ねることがある。ヴィルトゥオーソである作曲家には、19世紀のニコロ・パガニーニが典型であるように、第一に演奏家であったタイプと、バロック音楽のヨハン・ゼバスティアン・バッハが典型であるように、演奏衝動と創作衝動に釣り合いがとれたタイプの2つがある。前者は、しばしば作曲においても自らの演奏技巧をひけらかす傾向が認められ、必ずしも作曲家として成功することができたとはいえない。
しかしながらヴィルトゥオーソの華麗な技巧や表現力は、多くの作曲家や、さまざまな楽器の演奏家を触発した。パガニーニの主題による作品は、リスト、シューマン、ブラームス、ラフマニノフ、シマノフスキ、ナタン・ミルシテイン、ルトスワフスキ、ボリス・ブラッヒャーらが手がけており、パガニーニの演奏そのものは、ハインリヒ・ヴィルヘルム・エルンストらの後進演奏家に啓示をもたらした。サラサーテの演奏は、サン＝サーンスやブルッフに代表作を残させたほか、ブラームスとチャイコフスキーにも影響を与えている。さらに、シベリウスの協奏曲は、ブラームスとチャイコフスキーの両方に影響を受けているため、間接的にサラサーテの影響を受けたことになる。またパガニーニやリストの演奏技巧は、それぞれヴァイオリンやピアノという楽器の変革を促す大きな要因となった。
ヴィルトゥオーソは伝統的に楽譜を自由に扱う傾向があり、自作を譜面どおりに演奏しないだけでなく、しばしば他人の作品でさえ、書かれていないパッセージを演奏・挿入したり、書かれた音符を任意に飛ばすこともあった。たとえばラフマニノフのいくつかの録音は、その典型例として当時から物議を醸した。ヴィルトゥオーソは、このようにしばしば「解釈の恣意性・独断性」と結びついたため、その反動として、反ロマン主義を標榜した新古典主義音楽の時代に、「楽譜への忠実さ」が求められるようになった。
しかし、新古典主義の作曲家がバロック音楽を美化したにもかかわらず、おおむねバロック音楽の作曲家は、楽譜が自由に扱われることを前提に記譜する習慣をもっていた。バロック音楽から古典派音楽の作曲家は、たいてい何らかの楽器のヴィルトゥオーソであった。例外的に自分の意図を明確に楽譜に固定しようとしたのはバッハぐらいのものであり、ヘンデルの組曲やソナタは、演奏者による再構成がしばしば必要になると言われている。
ヴィルトゥオーソはしばしば熱心な支持者の賛美や崇拝の対象となる。19世紀のヴィルトゥオーソへの熱狂は、同時期の天才崇拝に似た流行であり、とりわけヴィルトゥオーソが自作を披露する場合に、ヴィルトゥオーソ熱と天才崇拝が重なり合うことが多かった。ヴィルトゥオーソの側でも自分の天才性や神秘性を意識し、めったに教育に興味を示さないばかりか、自らの練習風景を他人に聴かれることさえ疎んじた（たとえばホロヴィッツは、公認の弟子を一人しかとらなかった）。自作の演奏をミサや秘儀の挙行になぞらえていたスクリャービンは、ヴィルトゥオーソのカリスマ性についてよく認識していたといえる。
権威ある名演奏家が名演奏家を育てるシステムが、19世紀末の欧米に一般化してから、多少の変化が見え始めた。しかしながら現代になっても、ヴィルトゥオーソが次世代のヴィルトゥオーソを育てる環境や体制が整っているとは言いがたい。ラフマニノフやバルトーク、ミルシテインやギンゴールドのような例外もあるものの、それでもなお有名になった門人の数は多くない。ギーゼキングやハイフェッツから、同様な技巧と知名度を持った直系の弟子は出ていないといっても過言ではない。対照的に、国際的に名ヴァイオリニストの養成者として有名だったドロシー・ディレイは、本人が世界的なヴィルトゥオーソとして活躍した経験がなかった。
ヴィルトゥオーソは、一般的には特定の個人を指して使うのが普通であるが、時には、「ベルリン・フィルやシカゴ交響楽団は、ヴィルトゥオーソの団員ぞろいだ」というような言い回しの中にも現われる。